# Los Socios del Ritmo
Los Socios del Ritmo son una agrupación musical mexicana originaria de la ciudad de Campeche, Campeche, México creada en el año 1962. Su música es de los géneros tropical, cumbia, balada romántica, merengue y salsa. Inicialmente, también interpretaban canciones del género mambo, ska, Bossa nova y Chachachá. 
Entre sus éxitos destacan  "Llorar", "Amor por internet", "Vamos a Platicar, interpretada porsu cantante original Ruben Baeza, con quien alcanzaron la cúspide de la fama. Ruben después se y formo su grupo "Ruben Y su Nueva Sociedad". La agrupacion declinó, y a pesar del nuevo cantante Salamanca, solo unos cuantos exitos han logrado como, "Amor por Internet" "Felicidad".

## Historia
La agrupación comenzó a tocar cumbias en el año 1962 en Campeche, México; inicialmente con los hermanos Jorge y Luis Antonio Ruiz Pinzón. En 1970 lanzan su éxito "Vamos a platicar", que les da fama en todo el país y que en 2018 aparecería en la película Roma de Alfonso Cuarón.
En 1984 Los Socios del Ritmo se convirtieron en la primera agrupación mexicana en ser nominada a los Premios Grammy bajo la categoría "Best Latin Tropical Performance" con su álbum "Y ahora ¡Conniff!".
Su tema "Llorar" es lanzado en 1999, este se convertiría en su más grande éxito, llevándolos a los primeros ránkings de México, Estados Unidos y el Caribe.[cita requerida]
En recientes años han hecho colaboraciones con Alexander Acha, Rubén Albarrán, Elefante, Bobby Pulido, El Mimoso y Daniel Gutiérrez, vocalista de La Gusana Ciega.

## Integrantes
- Luis Antonio "Tonacho" Ruiz Pinzón - Fundador y tecladista
- Adrián Coronado - Guitarrista
- Joaquín Salamanca Salas - Vocalista
- Rafael Hernández - Vocalista
- Carlos González Salas - Percusionista
- Donato Uicab - Baterista
- Mauricio González Sierra - Percusionista
- Elías Hernández - Saxofón Tenor
- Edelmiro Puc Yah - Saxofón Alto
- Federico Barragán - Guitarrista
- Ruben Baeza